# Harrisburg (Carolina del Norte)
Harrisburg es un pueblo ubicado en el condado de Cabarrus en el estado estadounidense de Carolina del Norte. La localidad en el año 2000, tenía una población de 4493 habitantes en una superficie de 16,2 km², con una densidad poblacional de 277,4 personas por km². El último censo hecho en el 2010, mostraba una población de 11 526 habitantes.

## Geografía
Harrisburg se encuentra ubicado en las coordenadas 35°19′20″N 80°39′12″O / 35.32222, -80.65333. Según la Oficina del Censo, la localidad tiene un área total de 16,2 km² (6,3 mi²), de la cual 16,2 km² (6,3 mi²) es tierra y 0 km² (0 mi²) (0.0%) es agua.

### Localidades adyacentes
El siguiente diagrama muestra a las localidades en un radio de 24 kilómetros (14,9 mi) de Harrisburg.

## Demografía
En el 2000 la renta per cápita promedia del hogar era de $65 086, y el ingreso promedio para una familia era de $73 182. El ingreso per cápita para la localidad era de $25 478. En 2000 los hombres tenían un ingreso per cápita de $48 281 contra $31 808 para las mujeres. Alrededor del 1.40 % de la población estaba bajo el umbral de pobreza nacional.